# Command & Conquer 3: Wojny o tyberium
Command & Conquer 3: Wojny o tyberium (oryg. ang. Command & Conquer 3: Tiberium Wars) – gra RTS z serii Command & Conquer wyprodukowana i wydana przez Electronic Arts w 2007 roku.

## Kampania
Kampania pojedynczego gracza – tak jak w pierwszej części Command & Conquer – opiera się na starciach skorumpowanych wojsk GDI z siłami Bractwa Nod kierowanymi przez inteligentnego i przebiegłego proroka Kane'a (w jego rolę wcielił się Joe Kucan). Fabuła obraca się wokół problemu z substancją zwaną tyberium. Tyberium pojawiło się na ziemi za sprawą upadku skażonego nim meteorytu. Substancja szybko rozpowszechniła się na ziemi i zajmuje coraz większe terytoria rozrastając się w postaci pół kryształów tyberium. Po kilkunastu latach od upadku meteorytu przybyli Scrinowie, którzy zostali zwabieni przez Kane'a wybuchem płynnego Tyberium. Scrinowie przybyli przekonani o tym że rasa ludzka wyginęła i będą mogli spokojnie wydobywać tyberium, Przekonawszy się, że rasa ludzka nadal istnieje i jest wrogo nastawiona postanowili ją unicestwić, lecz nie udało im się to.

## Rozgrywka
Seria Command & Conquer cechuje się nietypowym podejściem do kwestii zarządzania bazami. Stworzenie budowli wymaga kliknięcia odpowiedniej dla jej danego rodzaju ikony na maksymalnie uproszczonym pasku z prawej strony ekranu. Po chwili można wskazać miejsce na mapie, w którym wybrana budowla będzie ulokowana. Struktury wroga mogą zostać przejęte. Kolejka budowy pozwala na budowanie kilku budowli jednocześnie. Do zdobycia (lub zburzenia) wymagane są kluczowe budynki przeciwnika.

## Strony konfliktu
W grze można pokierować siłami GDI, Bractwa Nod oraz rasą obcych, Scrinami. GDI jest najbardziej uniwersalna, aczkolwiek jej jednostki są powolne, przez co ta strona polega na silnych, skoncentrowanych atakach na przeciwnika. Nod natomiast woli agresywny, partyzancki styl walki z racji posiadania mało wytrzymałych, acz szybkich oddziałów z dużą siłą ognia. W grze występuje również rasa Scrinów preferująca osłabienie przeciwnika nalotami, ponieważ posiada najlepsze jednostki powietrzne w grze. Jeżeli atak z powietrza nie wystarczy mogą dobić przeciwnika atakiem naziemnym, ich jednostki naziemne posiadają przyzwoita siłę ognia, opancerzenie i szybkość. Każda ze stron jest w posiadaniu innego rodzaju superbroni. GDI ma Działo Jonowe umożliwiające atak na wybrany punkt mapy przy pomocy działa strzelającego z kosmosu. Nod posiada rakietę atomową, która jest skuteczna w niszczeniu budynków oraz dodatkowo budynek umożliwiający ponowne włączenie jednostek uszkodzonych impulsem EMP. Scrinowie wykorzystują Generator Szczelinowy, który zadaje obrażenia na wybranym obszarze przez dłuższy czas.